# Elvira Medina Castro
Elvira Medina Castro   (Serrada, 31 de juliol de 1911 - 1998) va ser una escultora i pintora espanyola especialitzada en retrats i paisatges.

## Biografia
Nascuda en el si d'una família versada en les arts i la cultura, era filla del poeta César de Medina Bocos i germana del també escultor José Luis Medina Castro.
Va conrear tant l'escultura com la pintura, malgrat que es va dedicar primordialment a la segona professió. El 1956, per primera vegada va realitzar una exposició artística individual a Valladolid. En guanyar popularitat, va passar a exposar la seva obra a Madrid, on es va mudar el 1967. Allà havia participat en l'exposició artística del Museu Municipal d'Art Contemporani titulada «1.ª Biennal Hispanoamericana de Arte. Precursores y maestros de la pintura española contemporánea» (lit. ‘1a Biennal Hispanoamericana d'Art. Precursors i mestres de la pintura espanyola contemporània’), que va durar del 12 d'octubre del 1951 al 28 de febrer del 1952.
El 1976, va ser guardonada amb el «Premio Galería Preciados» del Certamen d'Arts Plàstiques Sant Isidre, organitzat conjuntament per l'Associació Nacional de Pintors i Escultors i per l'Ajuntament de Madrid.
És reconeguda per la faceta com a retratista. Algunes de les seves produccions destacades són, doncs, el retrat de Félix Rodríguez de la Fuente i el del Marquès de Lozoya. De fet, el que va pintar del Comte Albert Thill s'exposa al Museu d'Art de Filadèlfia.
El 7 de març del 2008, l'Ajuntament de Valladolid va aprovar batejar un carrer de la ciutat amb el nom de la pintora, originària de la mateixa província.